# Захарово (Белгородская область)
Заха́рово — село в составе Ольшанского сельского поселения Чернянского района Белгородской области.
По преданию, возникло на правом берегу реки Ольшанка в 1770 году и было названо по имени первого переселенца Захара. Впоследствии село сильно выросло, так что через сто лет на этом месте уже проживало около тысячи человек.

## История
В 1786 г.на плане генерального межевания Новооскольского уезда, называлась деревня Нижняя Альшанка.
В 1862 г. в списках населенных мест Курской губернии, название было деревня Нижний Ольшанец, 4 стана Новооскольского уезда, с количеством жителей 556 человек в 59 дворах.
В 1885 г. в деревне Захарова Ольшанской волости Новооскольского уездав 108 дворах проживало 917 человек.
В 1892 г. в д.Захаровке Ольшанской волости Новооскольского уезда Курской губернии проживало 1223 жителя.
В 1901 г. в д.Захаровке Ольшанской волости Новооскольского уезда проживало 968 человек..

## Население
| 1862 | 1885 | 1892  | 1901 | 2002 | 2007 | 2010 |
| ---- | ---- | ----- | ---- | ---- | ---- | ---- |
| 556  | ↗917 | ↗1223 | ↘968 | ↘848 | ↘353 | ↘281 |

## Достопримечательности
Основной достопримечательностью села является Покровская церковь, строительство которой «всем миром» было начато в неурожайном 1908 году и было закончено в 1911. Новую церковь освятили во имя Покрова Божией Матери, с отмечанием престольного праздника 14 октября.
При Советской власти Покровская церковь была закрыта. С 2001 года по инициативе тогдашнего главы администрации Ольшанского сельского округа Алексея Лобенко были начаты работы по реставрации церкви, закончившиеся открытием церкви для прихожен в начале ноября 2011 года. Уроженец села, архимандрит монастыря в Угличе о.Виктор (Захаров) посодействовал восстановлению храма поиском жертвователей и художников-реставраторов, а также передал храму несколько икон из личной коллекции.

## Карты
- Карта 1786 года
- Современная карта села Захарово